# Colorado Classic 2018
La Colorado Classic 2018, seconda edizione della corsa, si svolse in 4 tappe dal 16 al 19 agosto 2018 su un percorso di 395,8 km, con partenza da Vail e arrivo a Denver.

## Tappe
| Tappa  | Data      | Percorso                        | km    | Vincitore di tappa | Leader cl. generale |
| ------ | --------- | ------------------------------- | ----- | ------------------ | ------------------- |
| 1ª     | 16 agosto | Vail > Vail                     | 103,2 | Gage Hecht         | Gage Hecht          |
| 2ª     | 17 agosto | Vail > Vail (cron. individuale) | 15,88 | Gavin Mannion      | Gavin Mannion       |
| 3ª     | 18 agosto | Denver > Denver                 | 161,9 | Pascal Eenkhoorn   | Gavin Mannion       |
| 4ª     | 19 agosto | Denver > Denver                 | 114,8 |                    |                     |
| Totale | Totale    | Totale                          | 395,8 |                    |                     |

## Squadre e corridori partecipanti
| N.    | Cod. | Squadra                           |
| ----- | ---- | --------------------------------- |
| 1-6   | EFD  | Team EF Education First-Drapac    |
| 11-16 | MTS  | Mitchelton-Scott                  |
| 21-26 | CDT  | Team Lotto NL-Jumbo               |
| 31-36 | TFS  | Trek-Segafredo                    |
| 41-46 | RLY  | Rally Cycling                     |
| 51-56 | ICA  | Israel Cycling Academy            |
| 61-66 | HBS  | Hagens Berman Axeon               |
| 71-76 | UHC  | UnitedHealthcare Pro Cycling Team |

| N.      | Cod. | Squadra                 |
| ------- | ---- | ----------------------- |
| 81-86   | HCA  | Holowesko-Citadel       |
| 91-96   | ELV  | Elevate-KHS Pro Cycling |
| 101-106 | JBC  | Jelly Belly             |
| 111-116 | SPC  | Silber Pro Cycling      |
| 121-126 | AEV  | Aevolo                  |
| 131-136 | 3O3  | 303Project              |
| 141-146 | RWA  | Ruanda                  |

## Dettagli delle tappe

### 1ª tappa
- 16 agosto: Vail > Vail- 103,2 km

Risultati
| Pos. | Corridore     | Squadra        | Tempo    |
| ---- | ------------- | -------------- | -------- |
| 1    | Gage Hecht    | Aevolo         | 2h32'56" |
| 2    | Travis McCabe | UnitedHealthc. | a 6"     |
| 3    | Joe Lewis     | Holowesko      | s.t.     |

| Pos. | Corridore     | Squadra        | Tempo    |
| ---- | ------------- | -------------- | -------- |
| 1    | Gage Hecht    | Aevolo         | 2h32'44" |
| 2    | Travis McCabe | UnitedHealthc. | a 12"    |
| 3    | Joe Lewis     | Holowesko      | a 14"    |

### 2ª tappa
- 17 agosto: Vail > Vail– 15,88 km

Risultati
| Pos. | Corridore       | Squadra        | Tempo  |
| ---- | --------------- | -------------- | ------ |
| 1    | Gavin Mannion   | UnitedHealthc. | 25'41" |
| 2    | Serghei Țvetcov | UnitedHealthc. | a 11"  |
| 3    | Hugh Carthy     | Education F.   | a 21"  |

| Pos. | Corridore       | Squadra        | Tempo    |
| ---- | --------------- | -------------- | -------- |
| 1    | Gavin Mannion   | UnitedHealthc. | 2h58'43" |
| 2    | Serghei Țvetcov | UnitedHealthc. | a 11"    |
| 3    | Hugh Carthy     | Education F.   | a 21"    |

### 3ª tappa
- 18 agosto: Denver > Denver – 161,9 km

Risultati
| Pos. | Corridore        | Squadra        | Tempo    |
| ---- | ---------------- | -------------- | -------- |
| 1    | Pascal Eenkhoorn | Lotto NL       | 3h42'54" |
| 2    | Edwin Ávila      | Israel         | s.t.     |
| 3    | Gavin Mannion    | UnitedHealthc. | s.t.     |

| Pos. | Corridore       | Squadra        | Tempo    |
| ---- | --------------- | -------------- | -------- |
| 1    | Gavin Mannion   | UnitedHealthc. | 6h41'33" |
| 2    | Serghei Țvetcov | UnitedHealthc. | a 15"    |
| 3    | Hugh Carthy     | Education F.   | a 22"    |

### 4ª tappa
- 19 agosto: Denver > Denver– 114,8 km

Risultati
| Pos. | Corridore | Squadra | Tempo |
| ---- | --------- | ------- | ----- |
| 1    |           |         |       |
| 2    |           |         |       |
| 3    |           |         |       |

| Pos. | Corridore | Squadra | Tempo |
| ---- | --------- | ------- | ----- |
| 1    |           |         |       |
| 2    |           |         |       |
| 3    |           |         |       |

## Evoluzione delle classifiche
| Tappa              | Vincitore        | Classifica generale Maglia azzurra | Classifica a punti Maglia bianca | Classifica scalatori Maglia rossa | Classifica giovani Maglia verde | Classifica a squadre |
| ------------------ | ---------------- | ---------------------------------- | -------------------------------- | --------------------------------- | ------------------------------- | -------------------- |
| 1ª                 | Gage Hecht       | Gage Hecht                         | Gage Hecht                       | Gage Hecht                        | Gage Hecht                      | Aevolo               |
| 2ª                 | Gavin Mannion    | Gavin Mannion                      | Gage Hecht                       | Gage Hecht                        | Daniel Felipe Martinez          | UnitedHealthcare     |
| 3ª                 | Pascal Eenkhoorn | Gavin Mannion                      | Joe Lewis                        | Hugh Carthy                       | Daniel Felipe Martinez          | UnitedHealthcare     |
| 4ª                 |                  |                                    |                                  |                                   |                                 |                      |
| Classifiche finali |                  |                                    |                                  |                                   |                                 |                      |

## Classifiche finali

### Classifica generale - Maglia azzurra
| Pos. | Corridore | Squadra | Tempo |
| ---- | --------- | ------- | ----- |
| 1    |           |         |       |
| 2    |           |         |       |
| 3    |           |         |       |
| 4    |           |         |       |
| 5    |           |         |       |
| 6    |           |         |       |
| 7    |           |         |       |
| 8    |           |         |       |
| 9    |           |         |       |
| 10   |           |         |       |

### Classifica a punti - Maglia bianca
| Pos. | Corridore | Squadra | Punti |
| ---- | --------- | ------- | ----- |
| 1    |           |         |       |
| 2    |           |         |       |
| 3    |           |         |       |
| 4    |           |         |       |
| 5    |           |         |       |

### Classifica scalatori - Maglia rossa
| Pos. | Corridore | Squadra | Punti |
| ---- | --------- | ------- | ----- |
| 1    |           |         |       |
| 2    |           |         |       |
| 3    |           |         |       |
| 4    |           |         |       |
| 5    |           |         |       |

### Classifica giovani - Maglia verde
| Pos. | Corridore | Squadra | Tempo |
| ---- | --------- | ------- | ----- |
| 1    |           |         |       |
| 2    |           |         |       |
| 3    |           |         |       |
| 4    |           |         |       |
| 5    |           |         |       |

### Classifica a squadre
| Pos. | Squadra | Tempo |
| ---- | ------- | ----- |
| 1    |         |       |
| 2    |         |       |
| 3    |         |       |
| 4    |         |       |
| 5    |         |       |